# 埃潘
埃潘（法語：Epping，法語發音：[epɛ̃]；洛林法兰克语：Eppinge）是法国摩泽尔省的一个市镇，属于萨尔格米讷区。

## 地理
埃潘（49°6'43"N, 7°19'1"E）面积10.65 平方千米，位于法国大東部大區摩泽尔省，该省份为法国东北部内陆省份，是洛林的一部分，西南接默尔特-摩泽尔省，东临下莱茵省，北与卢森堡和德国接壤。
与埃潘接壤的市镇（或旧市镇、城区）包括：贝特维莱尔、埃尔尚、奥特维莱尔、奥梅尔斯维莱尔、里姆兰、沃尔曼斯泰。
埃潘的时区为UTC+01:00、UTC+02:00（夏令时）。

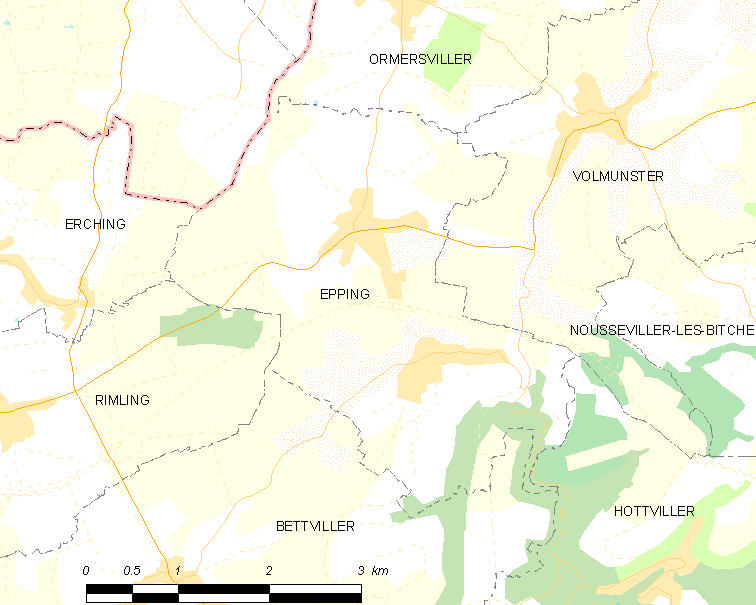
埃潘的OSM定位图

## 行政
埃潘的邮政编码为57720，INSEE市镇编码为57195。

## 政治
埃潘所属的省级选区为比奇县。

## 人口

1962-2008年间埃潘人口变化图示

埃潘于2022年1月1日时的人口数量为566人。